# Marleen de Rooy
Marleen de Rooy (Zwolle, 25 september 1986) is Nederlands politiek verslaggever werkzaam voor de NOS.

## Levensloop

### Jeugd en opleiding
De Rooy werd geboren als dochter van een Duitse moeder en een Nederlandse vader, die werkzaam was als econoom. Ze doorliep het vwo aan de Thorbecke Scholengemeenschap in Zwolle, waar ze op haar zeventiende slaagde. Ze ging toen een half jaar studeren aan een internationaal college in Oxford, waarna ze in Florence aan de modeacademie ging studeren. Dat beviel niet en zodoende volgde ze een bachelor economie (International Business Administration) aan de Vrije Universiteit Amsterdam. Nadat ze die bachelor afrondde ging ze in Sydney stage lopen en werken, waar ze tot de conclusie kwam dat ze journalist wilde worden. Daarop doorliep ze met succes een journalistieke master in Londen.

### Carrière
Na haar studie schreef ze tussen 2010 en 2013 voor Elsevier en Het Financieele Dagblad. In 2013 werd ze redacteur economie bij de NOS. Ze maakte in 2017 de overstap naar politiek verslaggever. In die rol presenteerde ze van begin 2021 tot begin 2025 Rondje Binnenhof, waarin ze tweewekelijks met Xander van der Wulp en Gerri Eickhof (tot najaar 2023 Herman van der Zandt) de Nederlandse politiek besprak. Sinds 2025 vervangt ze Van der Wulp in de politieke podcast 'De Stemming' met Joost Vullings.

## Privé
De Rooy woont anno 2023 samen met haar vriend en hun twee zoons.